# Сагдеев, Руслан Санхурович
Руслан Санхурович Сагдеев (род. 14 июня 1998 года, Бишкек) — киргизский спортсмен, выступающий в джиу-джитсу и грэпплинге. Серебряный призёр Всемирных игр боевых искусств 2023 года. Многократный призёр чемпионатов мира и Азии. Многократный чемпион Кыргызской Республики. Мастер спорта международного класса.

## Биография
Руслан Сагдеев родился 14 июня 1998 года в Бишкеке. Учился в школе № 55, затем поступил в Кыргызскую государственную академию физической культуры и спорта.
Начал заниматься бразильским джиу-джитсу в 2014 году. С 2016 года тренируется в академии Kyrgyzstan Top Team под руководством Муртазали Муртазалиева. Выступает в весовой категории до 94 кг. В 2017 и 2018 годах побеждал на чемпионатах Кыргызстана. Участвовал в турнирах федераций IBUF, UAFBF и Ne Waza.
В 2018 году стал серебряным призёром чемпионата Азии и Океании по грэпплингу ADCC в Казахстане, а также завоевал золото на турнире Rio Fall International Open в Бразилии.
В 2018 и 2023 годах принимал участие в летних Азиатских играх в Индонезии и Китае.
В 2019 году стал бронзовым призёром чемпионата Азии в Монголии. В 2022 году повторил этот результат в Бахрейне.
В 2021 году стал бронзовым призёром чемпионата мира в ОАЭ.
В 2023 году выиграл серебро на Всемирных играх боевых искусств в Саудовской Аравии.
Является спортивным директором национальной федерации джиу-джитсу Кыргызской Республики. Организатор национальных и интернациональных турниров по джиу-джитсу на территории Кыргызской Республики.

## Личная жизнь
Женат, двое детей. Жена — Джамиля Сагдеева. Сын — Амин (род. 2020). Дочь — Ясмин (род. 2022).

## Достижения

### Джиу-джитсу
- Серебряный призёрчемпионата мира среди молодёжи U21 (2018)
- Двукратный бронзовый призёр чемпионата Азии (2019, 2022)
- Бронзовый призёр чемпионата мира (2021)
- Серебряный призёр Всемирных игр боевых искусств (2023)

### Грэпплинг
- Серебряный призёр чемпионата Азии и Океании по грэпплингу ADCC (2018)